# José Joaquín Durán
José Joaquín Durán Sánchez-Gómez y Barazábal fue un militar español, héroe de la guerra de la Independencia. Actuó principalmente en las actuales provincias de La Rioja y Soria, llegando a estar al mando de más de 7000 hombres.

## Juventud
José Joaquín Durán Sánchez-Gómez y Barazábal nace en una familia noble el 8 de mayo de 1754 en Cervera del Río Alhama, en aquel tiempo en la provincia de Soria. Comienza su vida militar a los 17 años. Interviene en el primer desembarco de la expedición de Argel, el sitio de Gibraltar y la guerra del Rosellón.

## Guerra de Independencia
Participó en la batalla de Bailén, con grado de coronel y al mando del Regimiento de Infantería en Línea de Burgos. Durante la batalla de Tudela, participa en la acción de Cascante bajo el mando del general Lapeña, cubriendo la retirada del ejército de Castaños. Días después fue hecho prisionero durante la defensa de la localidad de Bubierca.
Tras un año y nueve meses, escapó de la prisión. El 11 de septiembre de 1810 fue nombrado comandante general de las fuerzas militares de Soria y su provincia. Actuó principalmente en las actuales provincias de La Rioja y Soria, llegando a estar al mando de más de 7000 hombres. El 30 de noviembre de 1811, derrotó a las tropas francesas en la batalla de Osonilla, lo que le vale el ascenso a mariscal de campo y es condecorado con la Cruz de Carlos III. El 18 de marzo de 1812 reconquista la ciudad de Soria. El 16 de junio de 1812 hace lo propio con Aranda de Duero. El 10 de junio de 1813 participa en la toma de Zaragoza, siendo la 6a División Soriana la primera división española en entrar en la ciudad.
Al término de la guerra, fue nombrado mariscal de campo, y presidente de la Junta Provincial de Soria.